# Tarachodes arabicus
Tarachodes arabicus är en bönsyrseart som beskrevs av Boris Petrovich Uvarov 1922. Tarachodes arabicus ingår i släktet Tarachodes och familjen Tarachodidae. Inga underarter finns listade i Catalogue of Life.